# John Howard (Soldat)
John Howard (* 8. Dezember 1912 in London; † 5. Mai 1999 in Surrey, England) war ein britischer Major während des Zweiten Weltkrieges. Er erlangte während des D-Day, genauer der Operation Tonga, Berühmtheit.

## Leben

### Vorkriegszeit
Howard wurde am 8. Dezember 1912, als das Älteste von neun Kindern der Eheleute Ethel und Jack Howard, der im Ersten Weltkrieg an der Westfront diente, geboren. Er zeichnete sich in der Schule sowie als Sportler aus und ging zu den Pfadfindern, bei denen er allerdings verspottet wurde. Mit vierzehn Jahren musste er die Schule verlassen, um eine Beschäftigung zu finden und Geld zu verdienen. Er fand als Büroangestellter bei einem Börsenmakler eine Arbeit und besuchte an den Abenden jedes Tages diverse Kurse, um seine Ausbildung aufzubessern. Nachdem er das Unternehmen, in dem er arbeitete, wegen der Weltwirtschaftskrise 1931 verlassen musste, trat er in die Armee ein.
John Howard wurde im King’s Shropshire Light Infantry Regiment eingesetzt und bekam in Shrewsbury seine Grundausbildung, wo er sich, eigenen Angaben zufolge, nicht wohlfühlte. Nach Abschluss seiner Ausbildung wurde er zum Corporal befördert. Howard lernte 1939 die sechzehnjährige Joy Bromley kennen, die er am 28. Oktober 1939 heiratete. Zu dieser Zeit trat er außerdem aus der Armee aus und diente als Polizist in Oxford. Anlässlich des Zweiten Weltkriegs wurde er jedoch am 2. Dezember 1939, wieder in die Armee, in sein altes Regiment einberufen. Vierzehn Tage später folgte die Beförderung zum Sergeant.

### Zweiter Weltkrieg
Mitte 1940 durchlief Howard eine Kadettenausbildung und wurde im November 1940 als Second Lieutenant zum Oxfordshire and Buckinghamshire Light Infantry Regiment versetzt, wo er dem 2. Bataillon zugeteilt wurde. Nachdem er 1941 zum Captain befördert worden war, übernahm er das Kommando über die Kompanie. Ende des Jahres wurde seine Kompanie in eine Luftlandeeinheit umgewandelt und der neugeformten 1. Luftlandebrigade unterstellt. Am 12. Juli 1942 wurde sein Sohn Terry geboren. Später folgte eine Tochter, Penny.

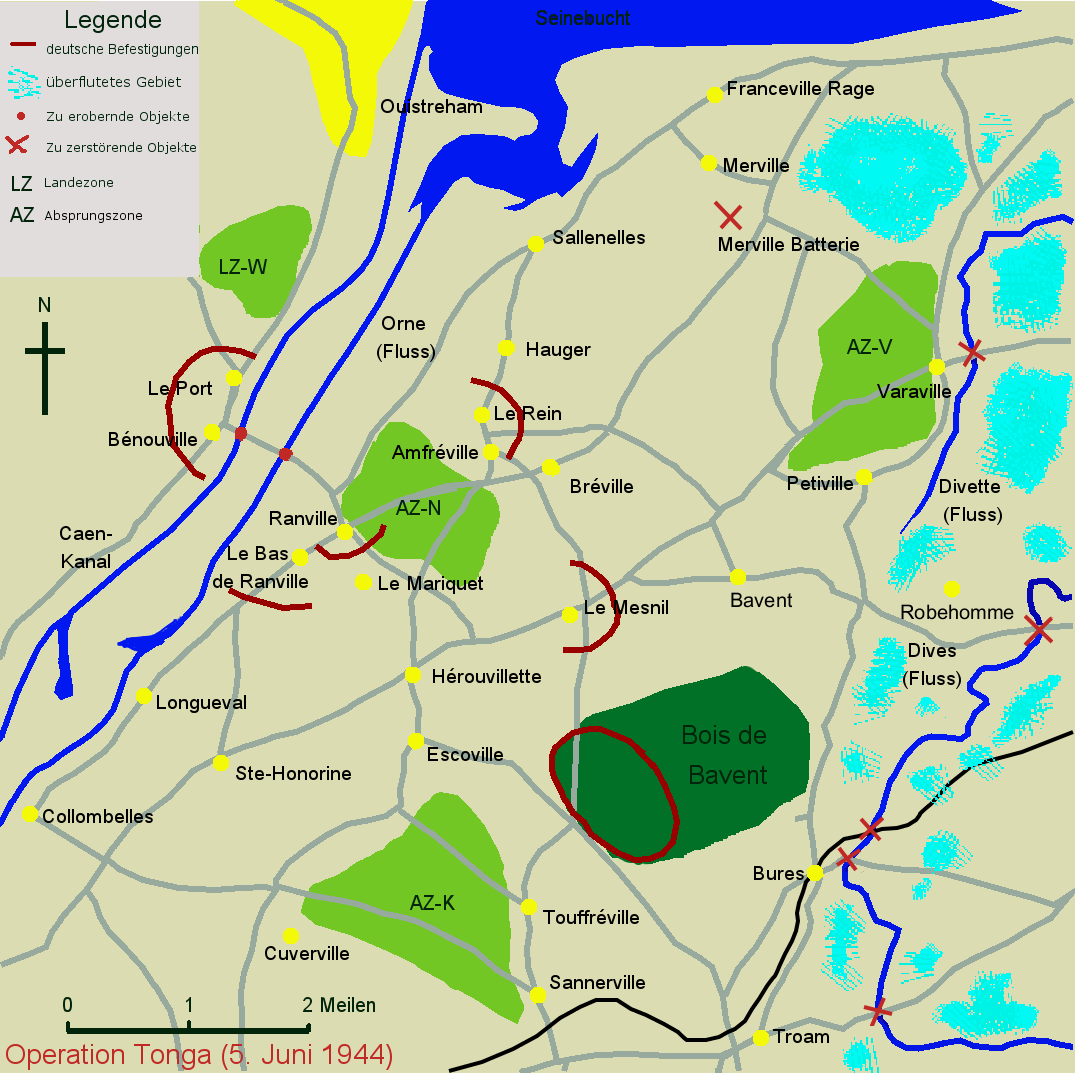
Karte der Operation Tonga bzw. der Landungen hinter dem Strandabschnitt Sword

John Howard, der mittlerweile Major geworden war, wurde im April 1944 in das Büro des Lieutenant-Colonel Robert bestellt, wo er erfuhr, dass er mit seiner Kompanie den Angriff am 5. Juni 1944, auf die Pegasus- und die Horsabrücke in der Normandie anführen sollte (Operation Tonga). Es wurden Modelle der Brücken und der Umgebung nachgebaut, die auf Luftbildern der Royal Air Force und Berichten von französischen Widerstandskämpfern basierten. Howard bereitete sich und seine Männer ausgiebig auf die Operation Tonga vor.
In den letzten Stunden des 5. Juni 1944 landeten Howards Kompanie und einige andere Einheiten der britischen 6. Luftlandedivision, die mit Flugzeugen und Gleitern transportiert worden waren, im Verlauf der Operation Tonga in der Normandie hinter dem Strandabschnitt Sword, an dem am Folgetag, dem D-Day britische Truppen landen sollten. Howards Einheit war eine der ersten, die in der Normandie gelandet waren. Zwei britische Soldaten kamen bei dem Angriff ums Leben, 14 weitere wurden verwundet. Am Morgen des 7. Juni, um ca. 13.00 Uhr, stieß die britische 1st Special Service Brigade, unter Lord Lovat zu Howards Truppen vor. Obwohl die Landungen erfolgreich geprobt worden waren, wurden viele Einheiten in der Normandie verstreut. Die Gegend von Pegasus und Horsa wurde erfolgreich von den Deutschen verteidigt, bis die alliierten Truppen am Ende des 6. Juni von der 1st Special Service Brigade und später von Teilen der britischen 3. Infanteriedivision entlastet wurden.
Howard wurde am 17. Juni 1944 während eines Mörserbombardements von Splittern verwundet und am 16. Juli 1944 von Bernard Montgomery für seine Leistungen in der Operation Tonga mit dem Distinguished Service Order ausgezeichnet. Er beschloss, in der Nacht des 13. September seine Frau in Oxford zu besuchen. Dort brach er sich bei einem LKW-Unfall beide Beine, sein linkes Knie und seine rechte Hüfte, woraufhin er sich bis März 1945 im Krankenhaus aufhalten musste und nicht mehr im Zweiten Weltkrieg eingesetzt wurde. Der Unfall hatte diverse Folgen für sein Leben.

### Nachkriegszeit
Howard konnte, da er Invalide war, nicht mehr in der Armee bleiben – so gerne er es auch wollte. Zum 10. Jahrestag des D-Day wurde ihm das Croix de guerre mit Palme verliehen. Außerdem wurde die Straße über die Pegasus Brücke zu seinen Ehren in „Major Howard Promenade“ umbenannt.
Er war bei dem 1962 produzierten Spielfilm Der längste Tag, der vom D-Day handelt, als Berater tätig. In diesem Film wurde er vom Schauspieler Richard Todd dargestellt, der seinerzeit unter ihm bei der Operation Tonga gedient hatte. Er zog sich 1974 in den Weiler Burcot nahe Oxford zurück und besuchte jährlich zum Gedenken die Pegasusbrücke. Seine Frau Joy starb im Jahr 1986.
John Howard starb am 5. Mai 1999, im Alter von 86 Jahren, in einem Krankenhaus in Surrey.